# Восходящее солнце (роман)
«Восходя́щее со́лнце» (англ. Rising Sun; 1992) — роман американского писателя-фантаста Майкла Крайтона, вышедший в 1992 году.
В написанном в форме детективной истории. В романе рассматриваются противоречия американо-японских отношений и поднимается вопрос о последствиях прямых иностранных инвестиций в высокотехнологичные отрасли американской промышленности. В ходе повествования автор раскрывает особенности японского и западного образа мышления, фокусируясь на методах конкурентной борьбы и корпоративной культуре.

## Сюжет
Во время торжественного открытия нового офиса корпорации Накамото в Лос-Анджелесе на 46-м этаже Башни Накамото происходит убийство Черил Линн Остин, молодой женщины 23-х лет. Представители корпорации вызывают для расследования лейтенанта Питера Джеймса Смита, работающего в отделе специальной службы Департамента Полиции Лос-Анджелеса. По его просьбе к расследованию также присоединяется капитан Джон Коннор, ранее живший в Японии и являющийся знатоком японского языка и обычаев.
По прибытии в Башню Накамото полицейские узнают от дежурного офицера Тома Грэма, что японцы в лице Ишигуро тормозят начало расследования, требуя присутствия сотрудника отдела специальной службы. Кроме того, они выражают претензии к агрессивно и расистски настроенному Грэму, действия которого грозят сорвать торжество по случаю открытия, проходящее на 45-м этаже того же здания. Становится очевидно, что японцы что-то скрывают. Подозрения усиливаются, когда детективы обнаруживают, что записи с камер наблюдения 46-го этажа таинственным образом исчезли, а дежурный охраны не может прояснить ситуацию. Смит и Коннор отправляются в квартиру мисс Остин, где узнают, что она имела связи с якудзой, а сама квартира вскоре после её смерти была тщательно обыскана. После нескольких визитов к знакомым мисс Остин и по адресам, добытым в Накамото, полицейские начинают подозревать Эдди Сакамуру, богатого плейбоя из Киото, но несмотря на то, что они находят Эдди на ночной вечеринке, детективы не решаются его задержать из-за недостатка улик.
Смиту и Коннору необходимо присутствовать на вскрытии мисс Остин, результаты которого косвенно указывают на японскую национальность убийцы. Затем появляется Ишигуро и представляет Смиту и Коннору видеозаписи с места убийства, на которых в роли убийцы запечатлён Сакамура. Считая дело раскрытым, Коннор отправляется домой, а Смит и Грэм — на задержание Сакамуры. Однако Эдди удаётся бежать благодаря помощи своих подруг, и во время автомобильной погони он погибает в аварии.
На следующий день передовицы газет обвиняют Смита, Коннора и Грэма в расизме и проявлениях жестокости, а Смиту звонит начальник полиции и объявляет дело закрытым. Детективу это не нравится, и он отвозит видеоплёнки на экспертизу в Университет Южной Калифорнии. Там он встречает Терезу Асакуму, японскую студентку, — эксперта по цифровой обработке изображений. Она выясняет, что эти записи на самом деле являются копиями. Смит встречает Коннора после его игры в гольф. При этом оба детектива получают от японцев заманчивые предложения о членстве в элитных гольф-клубах и приобретении недвижимости по очень низким ценам. Они посещают офисы компаний, связанных с Накамото, чтобы выяснить мотивы убийцы. В ходе расследования они понимают, что являются всего лишь пешками в политическом и экономическом противостоянии Америки и Японии и насколько велико японское влияние на передовую промышленность США.
Наконец, они встречаются с сенатором Соединённых Штатов Джоном Мортоном, возможным кандидатом в президенты на предстоящих выборах. Они узнают, что сенатор выступает категорически против приобретения японцами компании МикроКон, небольшого машиностроительного завода в Кремниевой Долине. Детективы возвращаются в университетскую лабораторию, где, проведя анализ, Коннор и Тереза приходят к выводу, что Эдди был подставлен японцами, отредактировавшими запись, а реальным убийцей, скорее всего, является Мортон. Полицейские возвращаются в квартиру Смита, где находят живого Эдди Сакамуру. Выясняется, что человеком, погибшим в аварии, был фотограф Танака, искавший в гараже Эдди оригиналы плёнок и сбежавший на его Феррари, услышав прибытие полиции. На последующей встрече сенатор Мортон сознаётся в преступлении и кончает жизнь самоубийством. Затем появляется рассерженный Ишимура и угрожает Эдди и детективам. По на удивление спокойной реакции Эдди Коннор заключает, что оригинальные плёнки, возможно, всё ещё находятся у него. Смит и Коннор едут к Эдди домой, где находят его труп, плавающий в бассейне, со следами пыток. Коннор отвозит Смита домой.
Войдя в дом, Смит замечает, что снаружи находятся люди Ишигуро. Он говорит няне и дочери спрятаться в наверху в спальне. Коннор прокрадывается в дом и надевает на Смита бронежилет. В ходе перестрелки детективов с бандитами Смит получает ранение в спину, но бронежилет спасает ему жизнь.
На следующий день, просматривая найденную у Эдди плёнку, детективы узнают, что Остин была убита не Мортоном, а Ишигуро после ухода первого. Они направляются в Башню Накамото арестовать Ишигуро. На переговорах, проходивших там, они показывают видеозапись убийства, Ишигуро выпрыгивает из здания и разбивается о жидкий цемент. Затем Коннор отвечает на вопросы Смита, проясняя тому детали общей картины произошедшего накануне. Роман заканчивается рассуждениями Смита о будущем американо-японских отношений.

## Персонажи
- Лейтенант Питер Джеймс Смит — офицер специальной службы, расследующий дело. Разведён, живёт с двухлетней дочерью по имени Мишель.
- Лейтенант Том Грэм — детектив отдела убийств лос-анджелесской полиции. Раньше Том и Питер были напарниками. Том прибывает в офис Накамото по сообщению об убийстве, однако японцы желают видеть офицера специальной службы, и Грэм обращается к Смиту.
- Фред Хофман — дежурный офицер в штаб-квартире даунтауна. Фред советует Смиту обратиться к капитану Коннору, поскольку Питер работает на своей должности всего полгода, а дело обещает быть деликатным.
- Капитан Джон Коннор — офицер в бессрочном отпуске. Несколько лет назад помогал полиции расследовать громкие дела с участием японцев. Позднее был приглашён в Японию для работы в службе безопасности, но затем вернулся назад. В 60-х стал первым офицером в Лос-Анджелесе, бегло говорящим по-японски, несмотря на статус Лос-Анджелеса как города с самой большой японской диаспорой за пределами Японии. Он одновременно нелюбим и уважаем японцами, которые считают, что он понимает их культуру, и американцами, сомневающимися в его лояльности к родной стране. По ходу расследования со Смитом они находятся в отношениях семпея и кохая (учителя и воспитанника). Это означает, что хотя Смит и ответственен за расследование, по сигналу он должен уступить лидирующую роль Коннору.
- Черил Линн Остин — жертва. Уроженка Техаса, проститутка, известная в Азии модель.
- Акира Танака — сотрудник охраны Накамото, который делал цифровые снимки места преступления во время того, как полиция ещё не могла приступить к расследованию. Позже погиб в автомобильной погоне, управляя машиной Эдди Сакамуры.
- Масао Ишигуро — менеджер среднего звена компании Накамото. Несмотря на хорошее владение английским, Ишигуро требует переговорщика из специальной службы обвиняя Грэма в неадекватном поведении.
- Эдди Сакамура — богатый японский сутенёр, торговец наркотиками, находящийся в долгу у Коннора. Он представляет интересы корпорации своего отца, конкурента Накамото.
- Элен Фарли — пресс-секретарь мэра, ранее встречавшаяся с Питером, узнавшая убитую, но отказавшаяся её опознать.
- Джером Филипс — сотрудник охраны Накамото, находившийся на службе, когда Коннор и Смит впервые прибыли в офис Накамото.
- Тед Коул — сотрудник охраны Накамото, сменщик Джерома. Он тайно сообщает детективам, что оригинальные плёнки были скрыты.
- Сенатор Джон Мортон — сенатор, выступающий против возрастающего влияния Японии на американскую промышленность. Любовник Черил.
- Профессор Сандерс — специалист по обработке изображений. Вместе со своей студенткой Терезой Асакумой проводил анализ записей камер наблюдения.
- Вилли «Крыса» Вильхельм — недобросовестный журналист, освещающий ход расследования. Предвзято относящийся к полиции он по требованию сотрудников Накамото оказывает давление на Питера Смита.
- Лорен Дэвис — бывшая жена Питера и мать его дочери, адвокат из офиса окружного прокурора. Судьба дочери мало её волнует, но стараниями Вильхельма во время описываемых событий она пытается лишить Питера опекунства над дочерью.
- Элен — няня Мишель, прячет её в спальне во время нападения на дом Питера.

## Экранизация
Роман был экранизирован вышедшим в 1993 году одноимённым фильмом с участием Шона Коннери в роли Коннера, Уэсли Снайпса в роли Смита, Тиа Карреры в роли Асакумы и Харви Кейтеля в роли Грэма. Сюжет фильма несколько отличается от книги. Так, белый Питер Смит был заменён на чернокожего Вебстера «Вебба» Смита, Ишигуро стал Ишигарой, а Тереза стала Джинго. Кроме того, национальность убийцы была изменена с японской на американскую, что оказало влияние на концовку фильма.
Экранизация имела коммерческий успех, собрав 63 млн долл. в домашнем и 44 млн долл. в международном прокате.